# Dischistocalyx champluvieranus
Espèce
Statut de conservation UICN

 EN B1ab(iii)+2ab(iii) : En danger
Dischistocalyx champluvieranus Lejoly & Lisowski est une espèce de plantes à fleurs de la famille des Acanthaceae et du genre Dischistocalyx. C'est une épiphyte présente dans les sous-bois des forêts humides d'Afrique centrale. En langue bagyele, elle est connue sous le nom de Lékwajo.
Décrite pour la première fois en 1999, elle figure sur la liste rouge de l'UICN comme une plante en danger (EN). Elle n'a été observée que sur quatre sites : deux au Cameroun au sud de Zingui, près de Kribi (Letouzey, 1968) et deux autres en Guinée équatoriale dans la région frontalière du Río Muni (auj. Région continentale), en particulier dans le village de Mayang où la forêt est menacée par l'agriculture sur brûlis.
Son épithète spécifique champluverianus rend hommage à la botaniste belge Dominique Champluvier.